# Xinetd
 (mars 2023).
Si vous disposez d'ouvrages ou d'articles de référence ou si vous connaissez des sites web de qualité traitant du thème abordé ici, merci de compléter l'article en donnant les références utiles à sa vérifiabilité et en les liant à la section « Notes et références ».
xinetd, qui signifie eXtended InterNET Daemon, est un démon open source qui tourne sur la plupart des systèmes Unix et qui gère les connexions basées sur l'internet. C'est une réécriture plus sécurisée de inetd.
xinetd offre des techniques de sécurité telles que les TCP Wrappers pour les ACL, des possibilités accrues de logging, ou la possibilité de rendre des services disponibles en fonction du temps. Il peut imposer une limite sur le nombre de serveurs que le système peut lancer, et offre un mécanisme de défense contre le balayage de ports entre autres choses. 